# بيت شيمش
بيت شيمش (بالعبرية: בֵּית שֶׁמֶשׁ - أي: بيت الشمس؛ باللاتينية: Bethsames ؛ باليونانية:Βαιθσαμύς) مدينة إسرائيلية تقع في لواء القدس، تأسست كمستوطنة يهودية في فلسطين عام 1950 على أراضى قرية بيت نتيف العربية المُهجرة. ويبلغ عدد سكانها اليوم قرابة 80,600 نسمة، كما تبلغ مساحتها 34.2 كم2 . وتقع إلى الغرب من مدينة القدس، في القسم الذي استولت عليه إسرائيل أثناء النكبة، وبعد أن كانت أحد مواقع الجيش المصري في حرب 1948.

## معرض صور

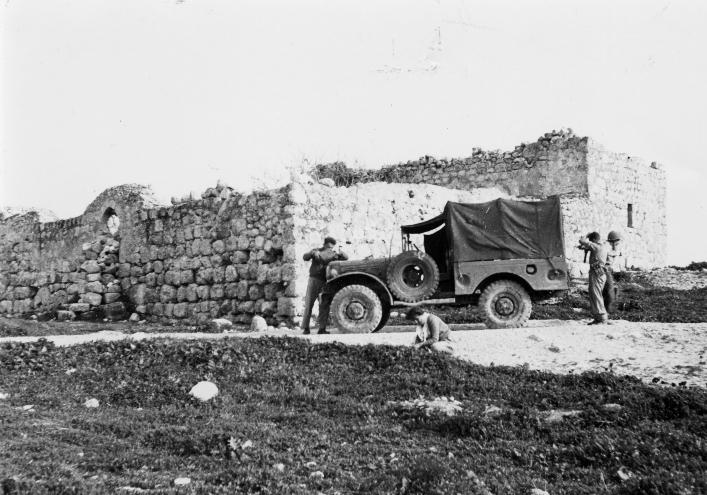
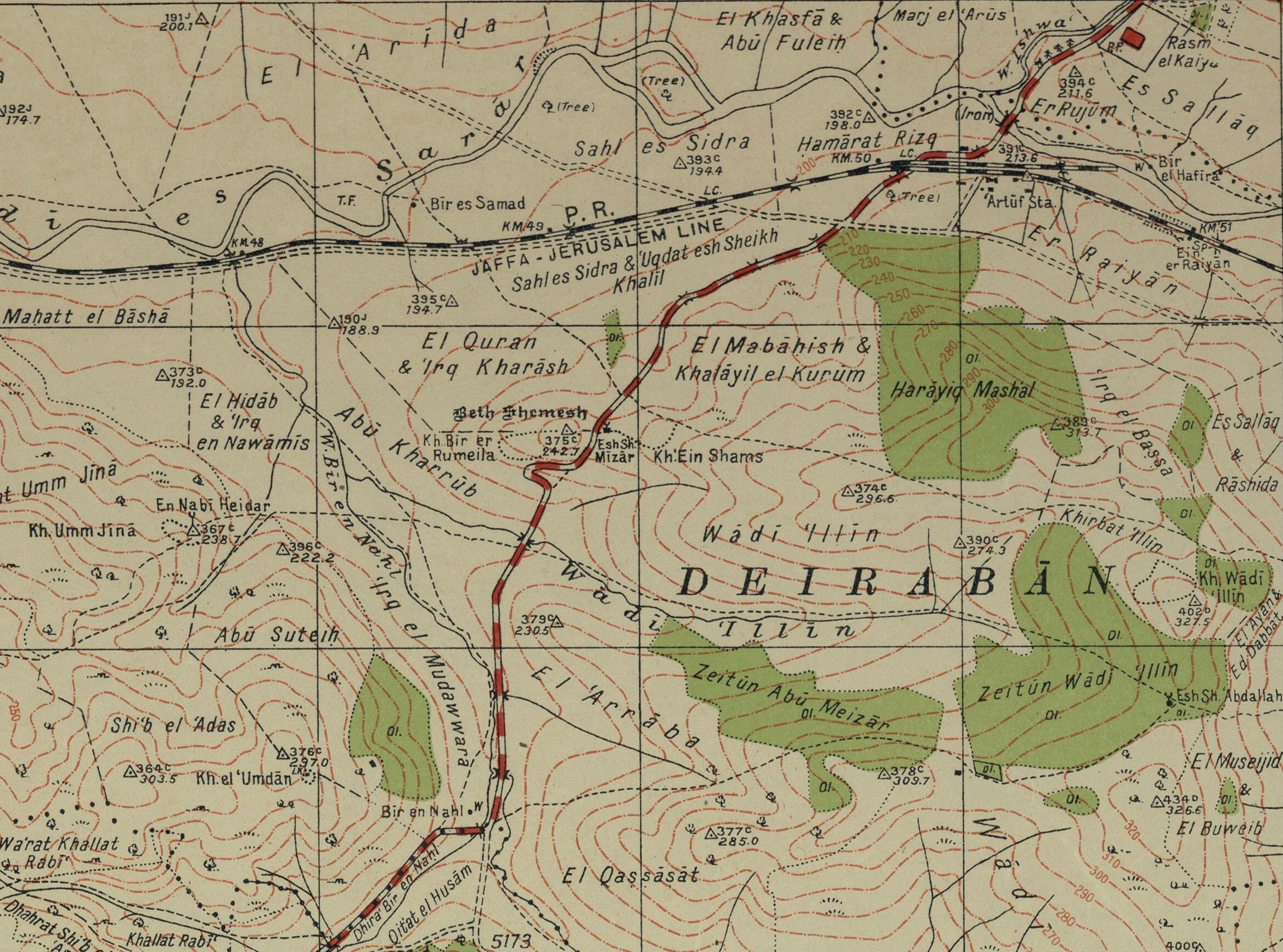
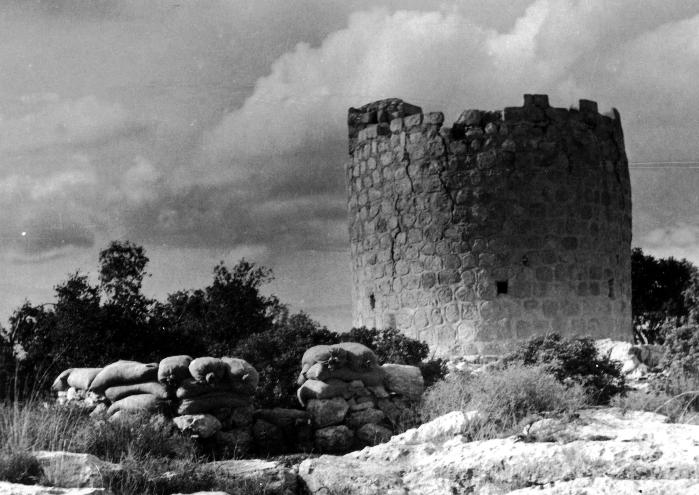

## توأمة
لبيت شيمش اتفاقيات توأمة مع كل من:
- سبليت
- كوكاو
- لانكستر
- نوردهاوزن
- لاسا
- Ramapo, New York [الإنجليزية]‏